# Talbrücke

Viaduc de Millau in Südfrankreich

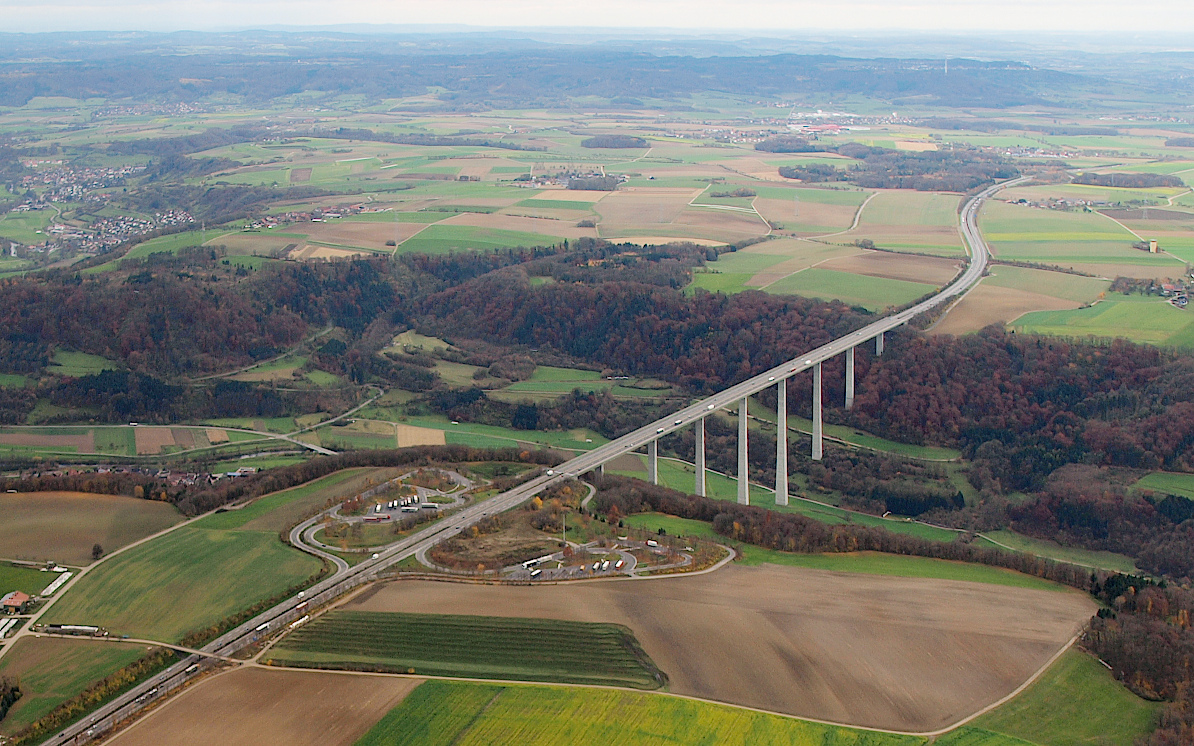
Luftbild der Kochertalbrücke bei Schwäbisch Hall, der höchsten Talbrücke Deutschlands

Eine Talbrücke ist ein Bauwerk bzw. eine Brücke, die ein Tal überspannt und dessen Querung vereinfacht. Große Straßenbrücken und Brücken für Eisenbahnen werden auch Viadukt genannt.
Eisenbahnbrücken werden in Deutschland als Talbrücken bezeichnet, wenn die Brückenfahrbahn mehr als 14 Meter über dem Gelände liegt.

## Geschichte

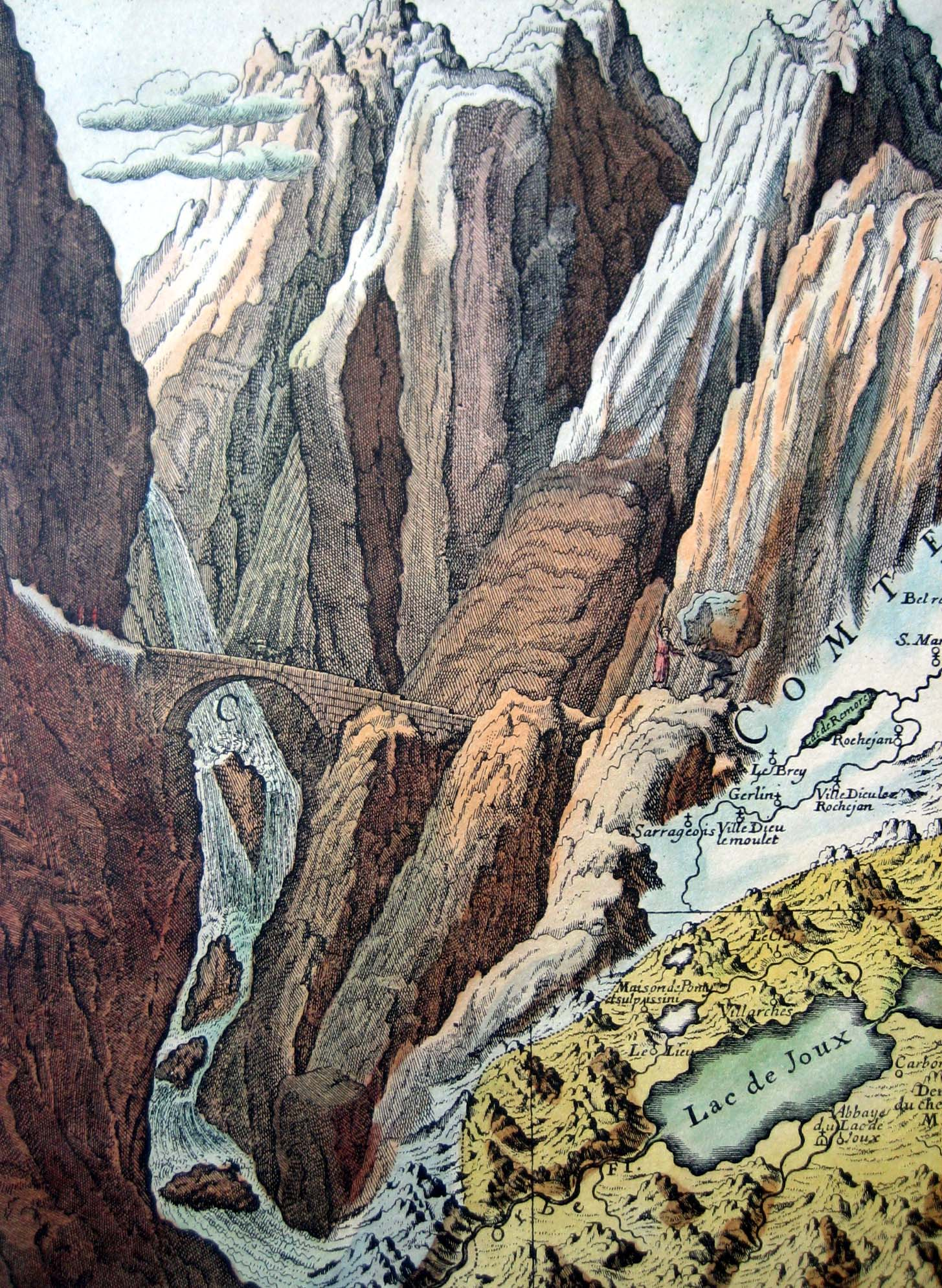
Die historische Teufelsbrücke auf der Scheuchzerkarte von 1712 als Beispiel einer Flussbrücke

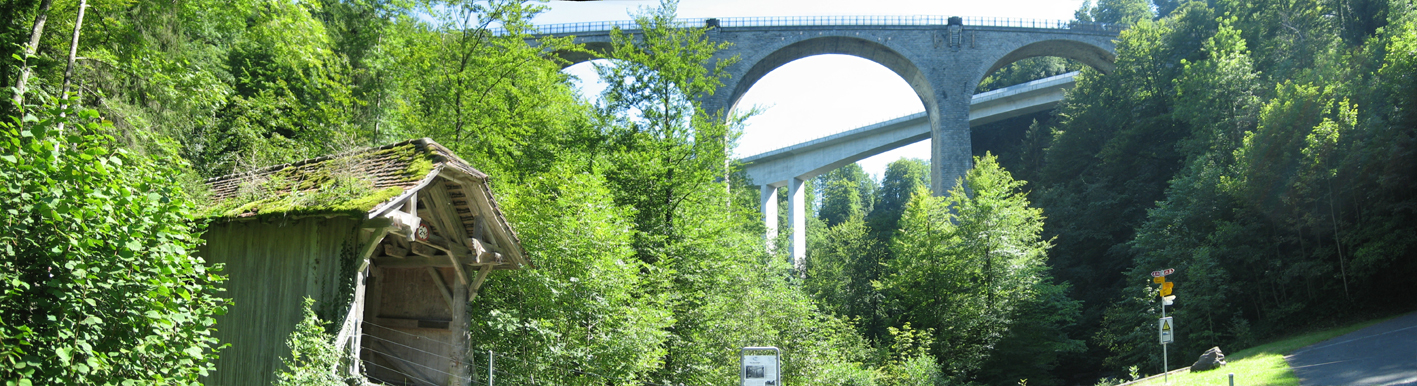
Die drei Lorzentobelbrücken: Links die erste Holzbrücke, im Hintergrund die beiden neueren

Im mittelalterlichen Brückenbau wurden meist Gewässer, also niedrige Hindernisse wie ein Bach, Fluss oder eine enge Schlucht überwunden. Beispiele dafür sind die Teufelsbrücke oder die alte Lorzentobelbrücke in der Schweiz. Befand sich so eine Brücke in einem Tal, musste zur Überquerung des Tals der Höhenunterschied zweimal überwunden werden. Eine Talbrücke unterscheidet sich von einer Flussbrücke dahingehend, dass sie mehrere Hindernisse überspannt.
Für die historischen Pferdefuhrwerke war der Abstieg zum Fluss noch möglich. Mit der Industrialisierung und der Erschließung durch die Eisenbahn änderten sich aber auch die Ansprüche an eine Brücke. Die Eisenbahn kann im Regelfall lediglich Steigungen von bis zu 30 Promille überwinden (Näheres hier). Zwar können Straßenfahrzeuge Steigungen bis zu 20 Prozent bewältigen, doch ist es aus Gründen der geradlinigeren Streckenführung und der höheren Fahrgeschwindigkeit sinnvoller, dass Autobahnen und Schnellstraßen Täler auf Brücken überqueren. Diese Entwicklung des Brückenbaus lässt sich verschiedentlich an der historischen Entwicklung veranschaulichen, zum Beispiel an den drei Lorzentobelbrücken im Kanton Zug (Schweiz). Das Lorzentobel wird überspannt von einer alten Holzbrücke aus dem Jahr 1759, einem Bogenviadukt aus dem Jahr 1910, welcher auch für den Straßenbahnbetrieb geeignet war, und einer modernen Spannbetonbrücke von 1985.
Brücken, die ein ganzes Tal überspannen, waren beim Autobahnbau gefragt und wurden mit verschiedenen Bautechniken verwirklicht. In der Schweiz wurde dabei der Begriff Talbrücke synonym mit Viadukt verwendet. Der Begriff Talbrücke wurde im Bauwesen auch für Viadukte entlang eines Hanges verwendet, also nicht nur bei der Querung eines Tales.
Die größte Talbrücke weltweit ist das 2004 fertiggestellte Viaduc de Millau im Zuge der Autoroute A75 von Clermont-Ferrand nach Pézenas in Südfrankreich (Liste hier). Die höchste Talbrücke Deutschlands ist die Kochertalbrücke der Bundesautobahn 6 (siehe auch: Liste der höchsten Brücken in Deutschland).